# Amyda
Amyda is een geslacht van weekschildpadden (Trionychidae).

## Naam en indeling
De wetenschappelijke naam van de groep werd voor het eerst voorgesteld door Étienne Geoffroy Saint-Hilaire in 1809. Het geslacht was lange tijd monotypisch en werd alleen vertegenwoordigd door de kraakbeendrieklauw (Amyda cartilaginea). In 1868 werd de soort Amyda ornata door William Theobald voor het eerst ook aan het geslacht toegewezen waardoor er nu twee soorten zijn. Amyda ornata wordt door sommige biologen ook wel beschouwd als een ondersoort van de eerstgenoemde soort.
Fossiele soorten uit het geslacht zijn bekend uit de tijdperken Kwartair, Mioceen, Eoceen en Krijt in de landen China en de Verenigde Staten en hebben een leeftijd tot 70,6 miljoen jaar.
De kraakbeendrieklauw wordt vertegenwoordigd door twee ondersoorten en de soort Amyda ornata door drie ondersoorten. Tot recentelijk (2022) was dit precies andersom, de voormalige ondersoort Amyda cartilaginea nakorn wordt niet meer erkend, terwijl Amyda ornata een derde ondersoort kreeg toegewezen; Amyda ornata jongli.

## Soorten
Het geslacht omvat de volgende soorten, met de auteur en het verspreidingsgebied.
| Naam                                    | Auteur         | Oorspronkelijke naam | Ondersoorten | Verspreidingsgebied                                        |
| --------------------------------------- | -------------- | -------------------- | ------------ | ---------------------------------------------------------- |
| Kraakbeendrieklauw (Amyda cartilaginea) | Boddaert, 1770 | Testudo cartilaginea | 2            | Azië; Maleisië, Indonesië, Singapore, India                |
| Amyda ornata                            | Gray, 1861     | Trionyx ornatus      | 3            | Azië; Bangladesh, Thailand, Cambodja, Myanmar, Laos, India |

## Uiterlijke kenmerken
De schildpadden bereiken een lichaamslengte tot ongeveer 85 centimeter en kunnen een lichaamsgewicht bereiken van 65 kilogram waarmee het relatief grote soorten zijn. De lichaamskleur is bruin tot groen, het schild heeft een ovale vorm een glad oppervlak in vergelijking met andere soorten die in de natuurlijke habitat voorkomen.

## Verspreiding en habitat
De schildpadden komen voor in delen van Azië en leven in de landen Maleisië, Indonesië, Singapore, India, Bangladesh, Thailand, Cambodja, Myanmar en Laos. De habitat bestaat uit tropische en subtropische gebieden waar de dieren leven in meren, moerassen en rivieren.

## Beschermingsstatus
De schildpadden zijn gewild om het vlees en worden sterk bejaagd door de mens. Door de internationale natuurbeschermingsorganisatie IUCN is alleen aan de kraakbeendrieklauw een beschermingsstatus toegewezen. Deze soort wordt beschouwd als 'kwetsbaar' (Vulnerable of VU).